# Чарни-Дунаєць (гміна Чорний Дунаєць)
Чарни-Дунаєць (пол. Czarny Dunajec) — місто в Польщі, у гміні Чорний Дунаєць Новотарзького повіту Малопольського воєводства.
Населення — 3846 осіб (2011).
1 січня 2023 року набуло статусу міста.
У 1975-1998 роках село належало до Новосондецького воєводства.

## Демографія
Демографічна структура станом на 31 березня 2011 року:
|          | Загалом | Допрацездатний вік | Працездатний вік | Постпрацездатний вік |
| -------- | ------- | ------------------ | ---------------- | -------------------- |
| Чоловіки | 1848    | 433                | 1268             | 147                  |
| Жінки    | 1998    | 403                | 1226             | 369                  |
| Разом    | 3846    | 836                | 2494             | 516                  |